# Lucyliusz
Gaius Lucilius (ur. ok. 180 p.n.e., zm. 102 p.n.e.) – poeta rzymski, twórca literackiej formy satyry rzymskiej. Urodził się w miejscowości Sessa Aurunca, w bogatej rodzinie ekwickiej. Brał udział pod dowództwem Scypiona Młodszego w wojnie numantyjskiej. Tworzył w Rzymie. Ze zbioru Saturae (Satyry) do naszych czasów dochowały się fragmenty.